# Сергалиев, Мырзатай Сергалиевич
Мырзатай Сергалиевич Сергалиев (17 марта 1938, аул Жанажол, Октябрьский район, Северо-Казахстанская область — 2011) — специалист в области казахского языкознания, доктор филологических наук (1988), профессор (1990), член-корреспондент НАН РК (1995), член Союза писателей (1979) и Союза журналистов Казахстана (1978).
Происходит из рода атыгай племени аргын.

## Образование
В 1960 году окончил филологический факультет Казахского государственного университета им. С. М. Кирова, в 1965 г. — аспирантуру вуза.
Защитил кандидатскую (под научным руководством член-корреспондента АН КазССР М. Б. Балакаева, 1967) и докторскую (1988) диссертации.

## Трудовая деятельность
По окончании Казахского государственного университета им. С. М. Кирова (1960) был оставлен на кафедре казахского языка в качестве ассистента. Прошел путь до профессора, заведующего кафедрой (1990—1999) и декана филологического факультета КазГУ (1987—1992). 

С 1999 по 2008 г. — зав. кафедрой казахского языкознания Евразийского национального университета им. Л. Н. Гумилева. Открытие аспирантуры, магистратуры и диссовета тесно связано с именем проф. М. С. Сергалиева.

В 1989—1999 г.г.- председатель спецсовета — при КазГУ им. аль-Фараби, с 1999 по 2008 г. — председатель, а с 2008 г. — член диссовета при ЕНУ им. Л. Н. Гумилева.

Член Терминологической комиссии при Правительстве РК, Ономастической комиссии городского акимата Астаны.
М. С. Сергалиев неоднократно был членом и председателем Лингвистической комиссии по государственному языку для кандидатов в Президенты Республики Казахстан.

## Научные интересы
Сфера научных интересов ученого — синтаксис современного казахского языка, лингвистическая стилистика, язык художественных произведений, культура казахской речи.

## Награды и достижения
Академик НАН РК (2003), заслуженный деятель Казахстана (2006), награждён юбилейной медалью «10 лет Астанe» (2008), медалью «Ветеран труда» (1988), отличник (2000) и почетный работник образования Республики Казахстан (2003), член Союза писателей (1979), Союза журналистов Казахстана (1978), обладатель Государственной стипендии за выдающийся вклад в науку и технику Казахстана (1997, 2006), гранта «Лучший преподаватель вуза» (2005), почетный зав. кафедрой казахского языкознания ЕНУ им. Л. Н. Гумилева (с 2008 г.)
Награждён медалью и грамотой Советского комитета тюркологов (1988).
Победитель конкурса «Тіл жанашыры-2009».
Почетный гражданин района Шал Акына.